# نیکولاس گیلمان
نیکولاس گیلمان (به انگلیسی: Nicholas Gilman, Jr.) سناتور سابق عضو حزب دموکرات-جمهوری‌خواه بود. وی در سال ۱۸۰۵ تا ۱۸۱۴ میلادی سناتور ایالت نیوهمپشایر در سنای ایالات متحده آمریکا بود.